# 악의 평범성
악의 평범성(Banality of evil)은 독일계 미국인 정치철학자 한나 아렌트가 1963년 저작 《예루살렘의 아이히만》에서 제시한 개념이다.

## 배경
《예루살렘의 아이히만》을 집필한 한나 아렌트는 독일 출신의 유대인으로서, 유대인의 대량 학살이 한창이던 나치 독일을 탈출하여 프랑스를 거쳐 미국으로 망명하였다. 유대인 신분으로 나치로부터 많은 위협을 느꼈던 아렌트는 자연스럽게 홀로코스트에 많은 관심을 가지고 있었다.
1960년, 이스라엘의 첩보 기관 모사드가 나치 독일의 친위대 장교 겸 홀로코스트의 실무 책임자였던 아돌프 아이히만을 체포하여 예루살렘으로 압송하였다. 그 후 아이히만은 기소되어 1961년 4월 11일 공개재판이 열렸는데, 이를 참관하던 한나 아렌트가 아이히만에 대한 평론을 작성하여 책으로 출판한 것이 《예루살렘의 아이히만》이다.
이 책에서 아렌트는, 아이히만이 홀로코스트 대학살을 주관했던 만큼 매우 사악하고 악마와 같은 사람일 것이라는 예상과 달리, 오히려 아주 친절하고 평범한 사람이었다고 한다. 공개재판에서 아이히만은 그동안 저질렀던 악행들에 대해, 본인은 그저 자신의 상관인 라인하르트 하이드리히가 지시한 사항들을 성실히 이행했을 뿐이라고 일관했다. 아이히만과 같은 선량하고 평범한 사람이 어떻게 그토록 엄청난 악행을 저질렀는가에 대해 생각하던 중, 한나 아렌트가 떠올린 개념이 바로 악의 평범성이다. 아이히만과 같은 선한 사람들이 스스로 악한 의도를 품지 않더라도, 당연하고 평범하다고 여기며 행하는 일들 중 무엇인가는 악이 될 수 있다는 것이다.

## 시사점
아이히만의 사례에서 볼 수 있듯, 자신의 기계적으로 행하는 일을 비판적으로 사고하지 않는 것은 악으로 이어질 수 있다. 따라서 우리 주변에 악은 언제나 생겨날 수 있음을 항상 생각하고 일명 '예스맨'이 되지 않도록 주의해야 한다.

## 사례
역사적으로 악의 평범성을 확인할 수 있는 사례는 매우 많다. 특히나 군 조직과 같이 상명하복의 위계질서가 강하게 자리잡은 곳에서는 더욱 심하다. 가까운 역사에서는 5.18 민주화 운동 당시 국민들을 상대로 폭력을 휘두른 군인들의 사례가 있다. 악의 평범성과 관련하여 군 조직에서는 언제나 '상관의 불합리한 명령에 복종해야 할 것인가'와 같은 딜레마가 있다. 명령에 복종하지 않는 것은 군인의 도리가 아니지만 불합리한 명령에 복종하는 것은 악으로 이어질 수 있기 때문이다.
또한 학교, 직장 등 단체생활을 하는 곳에서의 따돌림과 괴롭힘의 문제에도 악의 평범성을 발견할 수 있다. 조직의 분위기가 특정인을 괴롭히고 따돌리는 방향으로 형성되면 구성원들은 기계적으로 해당 분위기에 맞는 행동들을 하게 되고, 결국 악행을 저지르게 되는 것이다. 여기서 말하는 악행을 저지르는 사람들도 조직 바깥에서는 악하지 않고 평범한 사람인 경우가 많다.
밀그램의 복종 실험, 스탠퍼드 감옥 실험과 같은 심리 실험의 결과에서도 악의 평범성이 나타난 경우가 많다.

## 참고 자료
- 한나 아렌트, 예루살렘의 아이히만, 김선욱 역, 한길사, 2006.
- "악의 평범성", 네이버 지식백과, https://terms.naver.com/entry.naver?docId=3397252&cid=58345&categoryId=58345

## 같이 보기
- 밀그램 실험
- 스탠퍼드 감옥 실험
- 동조
- 예스맨
- 악의 급진성